# Nõmme (Käina)
Nõmme − wieś w Estonii, w prowincji Hiuma, w gminie Käina.